# Зелений Гай (Уманський район)
Зелений Гай — селище в Україні, у Маньківській селищній громаді Уманського району Черкаської області. Розташоване за 11 км на північ від селища Маньківка. Населення становить 221 особу.

## Історія
Селище засновано в 1922 році переселенцями із сусіднього села Попівка. Назва походить від зеленого гаю в урочищі Сіножаття, де зводили перші хати 70 родин на землях пана Матковського. На кожного члена сім'ї нарізалася десятина чорнозему. Землевпорядкуванням нового поселення займалося подружжя Володимира Антоновича та Любові Авдіївни Лотоцьких. Першими мешканцями стали: Петро Антонович Лановенко, Василь Савович Накльока, Роман Андрійович Зух, брати Євмен Патрикович і Микола Патрикович Низькодуби. 
У 1925 році тут споруджено восьмирічну школу, а в 1930 році селяни організували колгосп, пізніше об'єднаний з попівським, першим головою якого був Данило Олександрович Сокіл. 
Спеціалісти господарства за короткий час спорудили корівник, телятник, конюшню.
Голод в 1932-1933 роках забрав життя 360 мешканців селища, багато мешканців загинули й на фронтах Другої світової війни.

## Галерея

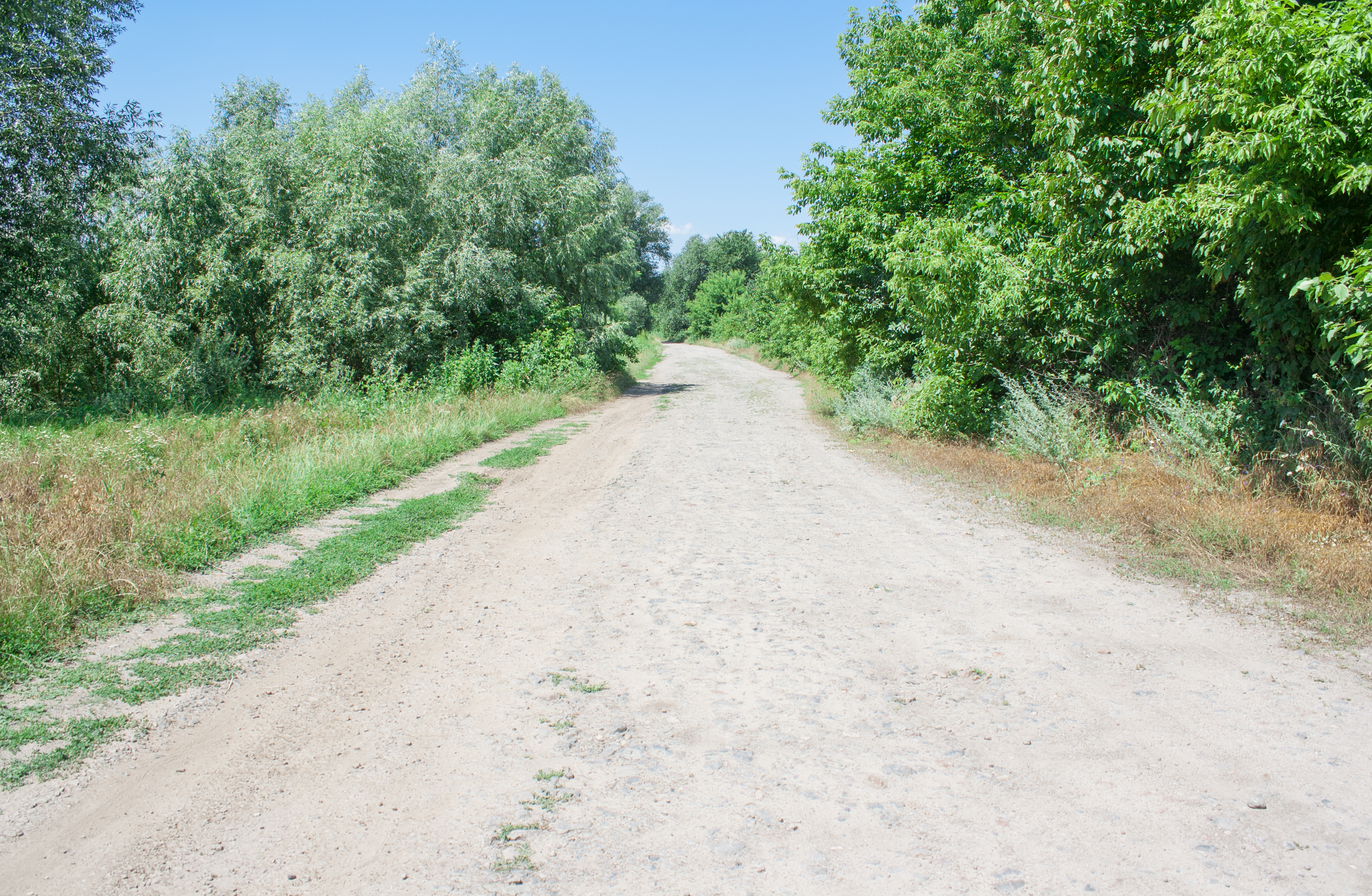
В'їзд у село
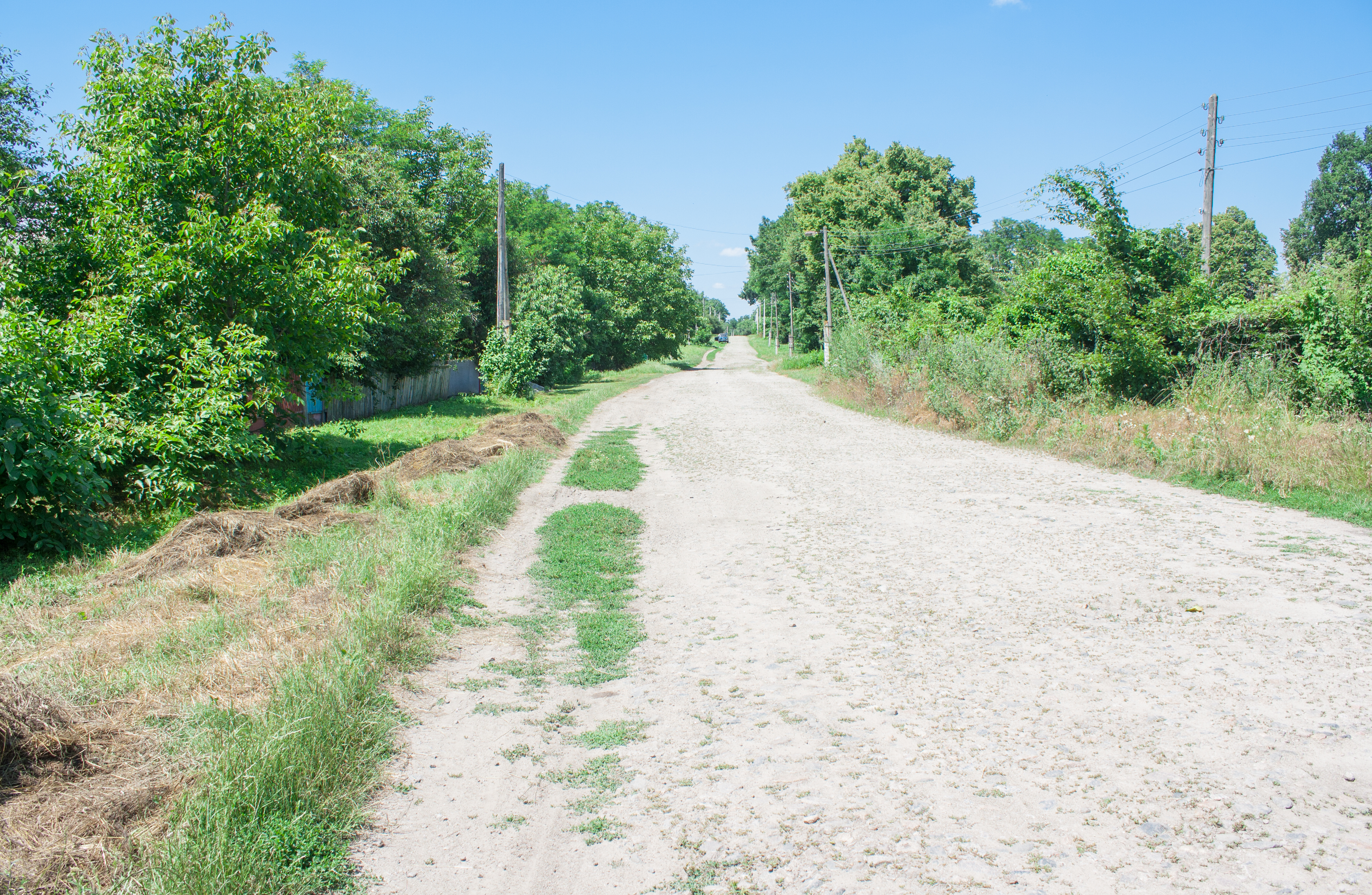
Головна вулиця

## Ресурси інтернету
- Зелений Гай на mankivka.com.ua

| Україна | Це незавершена стаття з географії України. Ви можете допомогти проєкту, виправивши або дописавши її. |